# 宮之城島津家
宮之城島津家（みやのじょうしまづけ）は、島津氏の支流である武家・士族・華族だった家。島津忠良の三男である島津尚久を祖とし、江戸時代には薩摩国鹿児島藩島津家の一門家臣として薩摩宮之城を領し、維新後には華族の男爵家に列せられた。

## 歴史
相州家の島津忠良の三男・尚久を祖とする。尚久は天文23年（1554年）の岩剣城攻めなどで活躍して、薩摩国鹿籠領主となった。その子・忠長は大隅国の肝付氏攻め、伊東氏や大友氏攻略で戦功を挙げて国老となった。文禄・慶長の役にも島津義弘に従って従軍した。関ヶ原の戦い後には薩摩宮之城領主に移封された。以降江戸期を通じて宮之城1万5700石余を知行する薩摩藩一門家臣家として続いた。幕末には島津久光の次男・久治が宮之城島津家を相続し、戊辰戦争で家老として功を挙げた。
明治維新後には当初士族に列した。明治17年（1884年）に華族が五爵制になった際に定められた『叙爵内規』の前の案である『爵位発行順序』所収の『華族令』案の内規（明治11年・12年ごろ作成）や『授爵規則』（明治12年以降16年ごろ作成）では旧万石以上陪臣が男爵に含まれており、宮之城島津家も男爵候補に挙げられているが、最終的な『叙爵内規』では旧万石以上陪臣は授爵対象外となったためこの時点では宮之城島津家は士族のままだった。
明治15年・16年ごろ作成と思われる『三条家文書』所収『旧藩壱万石以上家臣家産・職業・貧富取調書』は、当時の当主・長丸について旧禄高を1万5700石、所有財産は金禄公債3万8850円、新公債900円、田畑林26町5反8畝歩、貸付金利歳入700円、合歳入金4774円23銭5厘、職業は無職、貧富景況は可と記している。
明治30年（1897年）10月27日に先代・久治の維新の功により長丸が男爵に叙せられた。長丸は貴族院の男爵議員に当選して務めた。その息子・忠丸の代に宮之城島津男爵家の住居は東京府北多摩郡三鷹村下連雀にあった。

## 歴代当主
- 初代 - 島津尚久
- 二代 - 島津忠長
- 三代 - 島津久元
- 四代 - 島津久通
- 五代 - 島津久竹
- 六代 - 島津久洪
- 七代 - 島津久方
- 八代 - 島津久倫
- 九代 - 島津久亮
- 十代 - 島津久濃
- 十一代 - 島津久郷
- 十二代 - 島津久儔
- 十三代 - 島津久中
- 十四代 - 島津久宝
- 十五代 - 島津久治
- 十六代 - 島津長丸
- 十七代 - 島津忠丸